# Штепо, Виктор Иванович
Ви́ктор Ива́нович Ште́по (12 февраля 1928, Болхуны, Астраханская губерния — 9 декабря 2004, Береславка, Волгоградская область) — советский организатор сельскохозяйственного производства, директор ордена Ленина (1967) совхоза «Волго-Дон» Волгоградской области. Дважды Герой Социалистического Труда (1971, 1987).

## Биография
Родился 12 февраля 1928 года в селе Болхуны Болхунского района Астраханской губернии СССР (ныне — в Ахтубинском районе Астраханской области).
В 1945 году окончил среднюю школу и по 1949 год учился на очном отделении Волгоградского политехнического института. В 1949 году перешел на вечернее отделение и стал работать инженером-конструктором на Волгоградском металлургическом заводе «Красный Октябрь». В 1951 году окончил институт, получив диплом инженера-механика.
В 1953 году по решению Волгоградского обкома КПСС В. И. Штепо назначается на должность главного инженера Обильненской МТС Сарпинского района, а в 1954 году — директором Глуховской МТС Подтелковского района.
С 1959 года он становится генеральным директором объединения «Волго-Дон», находящегося в посёлке Береславка Калачевского района, руководил которым три десятка лет.
С 1992 года Виктор Иванович становится фермером, самостоятельным хозяином. И на новом, не менее трудном поприще добивается выдающихся результатов.
Член КПСС. Был народным депутатом СССР.
В. И. Штепо прожил красивую и нелегкую жизнь первопроходца-целинника, руководителя крупного хозяйства, первопроходцем был и в фермерском движении. Он всю свою жизнь был на передовой — поднимал целинные земли, был одним из первых, кто внедрял технологию сухого земледелия в засушливой зоне Волгоградской области.
Сегодня в Калачевском районе по-прежнему есть фермерское хозяйство имени Виктора Штепо. Его дело продолжил сын Андрей.

## Награды
- Дважды Герой Социалистического Труда с вручением ордена Ленина (1971, 1987).
- За трудовую доблесть в 1958 году награждён орденом «Знак Почёта», а в 1966 году — орденом Ленина. В 1973 году — орден Октябрьской Революции, в 1976 — третий орден Ленина, в 1981 году — орден Трудового Красного Знамени.
- Медаль «За труды по сельскому хозяйству» (10 марта 2004) — за достигнутые трудовые успехи в области сельского хозяйства и многолетнюю добросовестную работу[5]
- Заслуженный работник сельского хозяйства СССР (1986) — за многолетнюю плодотворную деятельность и большой вклад в развитие сельскохозяйственного производства[6].

## Память
В 2019 году у Волгоградского аграрного университета был открыт памятник Виктору Штепо.
В честь Виктора Штепо названы улица в посёлке Береславка, профессиональное училище № 13 в Калаче-на-Дону.